# Хелен Карлайл
Хелен Карлайл (англ. Helen Carlyle; 1892—1933) — американська акторка доби німого кіно
Народилася 18 жовтня 1892 року в Голлівуді, Каліфорнія, США. Відома за фільмами «Hard Cider» (1914), «The Home Breakers» (1915) і «Gussle's Wayward Path» (1915). Була одружена з Хемптоном Дель Рутом.
Померла 30 червня 1933 року в Голлівуді, Каліфорнія, США.

## Вибрана фільмографія
- 1915 — Випадкове знайомство Фатті / Fatty's Chance Acquaintance
- 1915 — Коли любов розправляє крила / When Love Took Wings
- 1915 — Мейбл, Фатті і закон / Mabel, Fatty and the Law
- 1915 — Маленьке золото / That Little Band of Gold